# Джугашвили, Виссарион Евгеньевич
Виссарио́н Евге́ньевич Джугашви́ли (род. 6 октября 1965, Тбилиси, Грузинская ССР) — грузинский режиссёр документальных фильмов.
Сын советского военного историка Е. Я. Джугашвили, правнук Генерального секретаря ЦК КПСС И. В. Сталина.
Гражданин Грузии.

## Биография
Родился в семье Евгения Джугашвили и Наны Георгиевны Нозадзе в Тбилиси, младший брат Яков (род. 1972).
С 1970 года — житель Москвы.
В 1982 году окончил среднюю школу № 23 (в настоящее время — № 1253) в городе Москве на Зубовском бульваре. В этом же году поступил на факультет механизации и электрификации в Тбилисский сельскохозяйственный институт. Прошёл срочную военную службу в Ногинске, в армии вступил в КПСС. После окончания института поступил на Высшие курсы сценаристов и режиссёров (Москва).
В 1998 году снятый им фильм «Камень» получил приз Александра Скотти «За лучший фильм о жизни и смерти» на международном фестивале короткометражных фильмов в городе Оберхаузене (Германия).
В 2000 году завершил работу над документальным фильмом «Яков — сын Сталина». Фильм был показан по ТВ некоторых европейских стран и по Аджарскому ТВ (Грузия) в 2001 году.
С 2003 года проживал в Нью-Йорке (США). Первоначально поехал туда в качестве туриста. Просил политического убежища. Виссарион Джугашвили принял такое решение в декабре 2002 года, после того как был избит неизвестными у подъезда дома в Тбилиси у него потребовали, чтобы он немедленно убирался из Грузии. В США он намеревался снимать фильмы. Проживал там более двух лет.

## Семья
- Жена Нана Джапаридзе
  - Два сына: Иосиф (род. 1994) и Василий (род. 2000)[10] — экономист.

Из воспоминаний В. М. Молотова: «Вглядитесь в Евгения, ещё одного отпрыска Джугашвили, он, как вылитый, похож на своих предков. Те, кто встречался и беседовал со Сталиным, обязательно заметит их сходство, и не только внешнее, но и в манере ходить, вообще в поведении, характере. Я рад, что Евгений часто навещает меня, привозит своих сыновей Виссариона и Якова Джугашвили. Встречи с ними продлевают мне жизнь, придают силы».

## Фильмография
- 1998 — Камень
- 2001 — Яков — сын Сталина. Фильм снят вместе с немецкими кинематографистами, был показан в Нью-Йорке во время кинофестиваля Red Shift Film festival)[12].